# Osacáin
Osacáin (Otsakain en euskera) es una localidad navarra y un concejo de la Comunidad Foral de Navarra perteneciente al municipio de Oláibar. Está situado en la Merindad de Pamplona, en la comarca de Ultzamaldea y a 13,8 km de la capital de la comunidad, Pamplona. Su población en 2021 fue de 61 habitantes (INE).

## Historia
Fue lugar de señorío realengo, cuyas pechas (obligaciones tributarias) actualizó por «fuero» (1201) el rey Sancho VII el Fuerte. En 1280 debía anualmente por ese concepto 77 sueldos y 10 cahíces de cebada y avena. Juan II dio sus rentas a Juan Pérez de Veráiz.

## Demografía
Datos según el nomenclátor del INE.
.